# 花岡麻帆
花岡 麻帆（はなおか まほ、1976年8月3日）は、女子三段跳の元日本記録保持者(14m04)。千葉県船橋市出身、小室中→成田高→順大→三英社→Office24→教員。171 cm、56 kg。A型。趣味はドライブ・太鼓。
中学の時、先生に勧められて陸上を始めた。中学3年時の全日中で5m84cmの記録で走幅跳3位入賞。成田高進学後、3年時に6m29cmで日本選手権優勝。順大進学後は、インカレを3年連続で制した。コーチは越川一紀（順大ヘッドコーチ、元成田高監督）
2010年のゆめ半島千葉国体を最後に現役を引退。
2012年まで母校成田高校に近い、千葉県立成田国際高等学校で、後に千葉県立幕張総合高等学校、現在は市立船橋高等学校で教鞭をとっている。

## 年次ベスト

### 走幅跳
- 1998年 6m27cm
- 1999年 6m36cm
- 2000年 6m61cm
- 2001年 6m82cm PB
- 2002年 6m60cm
- 2003年 6m68cm
- 2004年 6m58cm

### 三段跳
- 1998年 13m69cm
- 1999年 14m04cm PB
- 2000年 13m80cm
- 2001年 13m59cm
- 2002年 13m56cm
- 2003年 13m82cm
- 2004年 13m42cm

## 主な戦績
日本国内での成績
- 1998年 日本選手権 三段跳 2位
- 1999年 日本選手権 走幅跳 9位 / 三段跳 1位
- 2000年 日本選手権 走幅跳 1位 / 三段跳 1位
- 2001年 日本選手権 走幅跳 1位 / 三段跳 1位
- 2002年 日本選手権 走幅跳 1位 / 三段跳 1位
- 2003年 日本選手権 走幅跳 2位
- 2004年 日本選手権 走幅跳 1位 / 三段跳 1位
- 2005年 日本選手権 走幅跳 2位（1位の池田久美子と同記録、セカンド記録も同記録でサード記録の差で2位）

国際大会での主な成績
- 1998年 アジア選手権　走幅跳 11位 / 三段跳 3位
- 1998年 アジア大会 　　三段跳 7位
- 1999年 世界室内選手権 三段跳 予選落ち
- 1999年 ユニバーシアード 走幅跳 9位 / 三段跳 予選落ち
- 2000年 アジア選手権 走幅跳 3位 / 三段跳 3位
- 2001年 世界選手権 　走幅跳 予選落ち
- 2002年 アジア大会 　走幅跳 2位 / 三段跳 5位
- 2004年 アテネオリンピック　走幅跳 予選落ち

選手生活の後期は膝の故障もあり、負担の大きい三段跳への出場はなく、走幅跳一本に絞っていた。